# Мордовська митрополія
Мордовська митрополія (ерз. Мордовиянь митрополиянтень) — митрополія Російської православної церкви на території Мордовії. Об'єднує Ардатовську, Краснослободську і Саранську єпархії. Утворена постановою Священного синоду від 6 жовтня 2011 року. Стала перший з митрополій, заснованих в ході реформи єпархіального управління

## Єпархії

### Ардатовська єпархія
Територія: Ардатовський, Атяшевський, Великоберезниківський,Великоігнатовський, Дубьонський та Чамзинський райони Республіки Мордовія
Правлячий архієрей — єпископ Ардатовський і Атяшевський Веніамін (Кирилов).

### Краснослободська єпархія
Територія: Атюр'євський, Єльниківський, Зубово-Полянський, Краснослободський, Старошайговський, Темниковський, Теньгушевський і Торбеєвський райони Республіки Мордовія.
Правлячий архієрей — єпископ Краснослободський та Темниковський Климент (Родайкин).

### Саранська єпархія
Територія: Інсарський, Ічалковський, Кадошкінський, Ковилкінський, Кочкуровський, Лямбірський, Рузаєвський і Ромодановський райони Республіки Мордовія.
Правлячий архієрей — митрополит Саранський та Мордовський Зиновій (Корзинкін).

## Голови митрополії
- Варсонофій (Судаков) (5 жовтня 2011 — 19 березня 2014)
- Зиновій (Корзинкін) (з 19 березня 2014)